# Келлог, Альберт
Альберт Келлог (англ. Albert Kellogg; 1813—1887) — американский ботаник и врач, известный исследованиями флоры северной Калифорнии, один из семи основателей Калифорнийской академии наук.
Альберт Келлог родился в семье Исаака Келлога (англ. Isaac Kellogg, 1782—1824) и англ. Aurilla Barney (1792—1861), его старший брат Джордж Келлог (англ. George Kellogg, 1812—1901) был известным изобретателем. Клара Луиза Келлог, американская оперная певица, была его племянницей.
Первоначальное образование получил в школе города Вильбрахам (англ. Wilbraham) штата Массачусетс.
Затем он поступил в Трансильванский университет, в городе Лексингтон (Кентукки), который он окончил в 1834 году и где получил степень доктора медицины (англ. M.D.)
После окончания университета он путешествовал по западным областям Соединённых Штатов, исследовал деревья, произрастающие в Калифорнии. Результаты его экспедиций были опубликованы в 1845 году Джоном Чарльзом Фримонтом в работе «Report of the exploring expedition to the Rocky Mountains in the year 1842: and to Oregon and north California in the years 1843-44 U. S. 28th Cong., 2d sess. Senate»
Вместе с орнитологом Джоном Одюбоном Келлог изучал природу Техаса сразу после его присоединения к Соединённым Штатам. Исследовал с ботаническими целями тихоокеанское побережье Южной и Северной Америки от Огненной Земли до Аляски.
В 1853 году Келлог принял участие в основании естественно-научного музея на западном побережье США — Калифорнийской академии наук (англ. California Academy of Natural Sciences).
В 1867 году в составе экспедиции под руководством профессора Джорджа Дейвидсона Келлог в качестве ботаника исследовал Аляску. В этой экспедиции он собрал большую коллекцию растений побережья США, которая пополнила собрания Смитсоновского института, Филадельфийской и Калифорнийской академий наук. Он был сторонником привлечения женщин к естественно-научным исследованиям, им были приглашены на работу Элис Иствуд и англ. Katherine Brandegee.
Келлог впервые описал около 500 видов растений западного побережья Северной Америки.
В честь Альберта Келлога назван ряд ботанических таксонов:
- род семейства Мареновые — Kelloggia Torr. ex Hook.f. (1873)
- множество видов[3]: Arracacia kelloggii (A.Gray) S.Watson, Atenia kelloggii (A.Gray) Greene, Carum kelloggii A.Gray, Deweya kelloggii A.Gray, Drudeophytum kelloggii (A.Gray) J.M.Coult. & Rose, Hemizonia kelloggii Greene, Lilium kelloggii Purdy, Perideridia kelloggii (A.Gray) Mathias, Poa kelloggii Vasey, Polygonum kelloggii Greene, Quercus kelloggii Newb., Tauschia kelloggii (A.Gray) J.F.Macbr., Velaea kelloggii J.M.Coult. & Rose и многие другие.

## Печатные труды
Альберт Келлог результаты своих многих исследований публиковал в различных научных журналах. Наиболее известная его работа «Forest Trees of California» содержит описание деревьев, произрастающих в лесах Калифорнии, и рисунки многих видов калифорнийских дубов. Эти иллюстрации использовались в более поздней работе «West American Oaks». В конце своей жизни он планировал подобную работу, посвящённую хвойным деревьям, однако, эта работа осталась незаконченной.
Некоторые работы
- Descriptions of new plants, том 2 1868
- Descriptions of new plants from the Pacific states, 1873
- Forest trees of California, 1882
- Redwood and lumbering in California forests (с иллюстрациями), 1884